# Wari to hima na sentaichō no ichinichi
Wari to hima na sentaichō no ichinichi (わりとヒマな戦隊長の一日? lett. "Un giorno relativamente tranquillo del colonnello") è un OAV della serie Full Metal Panic! The Second Raid prodotto da Kyoto Animation nel 2006, che approfondisce la vita all'interno della base della Mithril di Merida, vista dagli occhi del colonnello Teletha "Tessa" Testarossa. In Italia è inedito.

## Trama
La storia inizia con il TDD-1 sotto un pesante attacco missilistico, ma proprio nel mezzo della sequenza, Tessa si accorge che il suo sottoposto Mardiukas è in realtà Sosuke, così come tutto il suo equipaggio! Inoltre Sosuke dichiara, in modo militare, il suo amore per lei. Naturalmente questo è un sogno, e Tessa si sveglia semi-nuda al posto di comando del TDD-1, fermo nella base. Ancora insonnolita (e ancora svestita), si dirige verso l'esterno, dove incontra Sosuke mentre prova delle simulazioni militari insieme all'IA del suo ARX-7 Arbalest. Tessa, incapace al momento di distinguere il sogno dalla realtà, si butta sul petto di Sosuke, chiedendogli cosa mai debba fare per creare intimità fra i due. In un gioco di equivoci, anche l'ARX-7 sembra dare suggerimenti su come gestire la situazione ad un imbarazzato Sosuke. Quando Tessa esce completamente dal dormiveglia, imbarazzata tenta di scappare, ma inciampa lasciando vedere la biancheria intima a Sosuke, che ovviamente gira la testa, sempre più imbarazzato, e mentre Tessa fugge, l'Arbalest consiglia Sosuke di seguirla.
Dopo una doccia, Tessa si veste e si prepara a passare una giornata libera, dopo tutto il lavoro svolto la sera prima. Mentre esce si accorge di aver perso una cosa a cui tiene molto, e deve averla evidentemente persa quella strana notte di cui non ha ricordo; ed inizia a cercare per la base di Merida. Va da Melissa Mao, che si ricorda perfettamente dell'oggetto in questione, un peluche con le fattezze di Bonta-Kun, e anche del fatto di aver dato una birra di nascosto al colonnello. Neanche il tempo di arrabbiarsi per questo, che Melissa dà il via ad un importante esperimento: Due M-9 iniziano a danzare a ritmo di tango. L'esperimento non va a buon fine e i due M-9 sono da riparare. A Mao viene dimezzato lo stipendio.
Tessa continua la ricerca del suo peluche, e si reca all'ufficio oggetti smarriti, dove poco prima di poter esprimere la sua richiesta, Kurz consegna una busta piena di DVD, non firmando la ricevuta di consegna cianciando su degli impegni urgenti. Dopo poco tempo arriva Uruz-1, Clouzot, che reclama i DVD, che contengono Anime. Infatti, il duro comandante trova piacevole, ma molto imbarazzante, passare il suo tempo libero a gustarsi un buon anime in compagnia di una tazza di tè. Tessa si trova così imbarazzata ad esprimere la sua richiesta di trovare un peluche che torna con un nulla di fatto. Armeggiando con il registro delle chiamate ricevute, ricorda di essere stata chiamata da Kalinin per un test di sicurezza della base, al quale lei aveva evidentemente dato il consenso, ma non ricorda di avervi partecipato.
Andando da Kalinin, lo trova in grembiule intento a cucinare in maniera molto precisa e militare (si parla di cronometo per le mescolate e cartine tornasole per l'acidità) un piatto tipico russo, il borsh. Il piatto evidentemente non doveva essere di gusto gradevole, visto che Sosuke ha gentilmente declinato l'invito e Tessa ha trovato la roba così immangiabile, che l'ha ingurgitata solamente per educazione, credendo quasi di morire. Il piatto ricorda a Kalinin la sua defunta moglie, e tenta di ricreare lo stesso gusto. La pietanza veniva preparata dalla donna in occasione del ritorno dalle missioni improvvise, come una specie di punizione.
Comunque nulla di fatto, dato che il test c'è stato, ma Tessa non si è presentata. Camminando per i corridoi, incontra Kurz che scappa da qualcosa, e quel qualcosa è Clouzot, che visionando i suoi anime (una citazione in chiave umoristica di Conan il ragazzo del futuro e Detective Conan uniti in un unico personaggio), scopre che i suoi video sono stati modificati (due maiali che si baciano al posto di Lana e Conan). Trovando lo scherzo di cattivo gusto, inizia una battaglia furiosa tra Kurz e Clouzot, che, nonostante le continue intimidazioni a smettere di Tessa, trova la sua ingloriosa fine ad un solo accenno di Mardiukas (che ricordiamo essere militarmente un grado inferiore a Tessa), che inizia una interminabile predica che dura ore e ore.
Tessa, chiedendo pure scusa per non aver partecipato al test (credendo che la ramanzina fosse anche per lei), chiede a Mardukas chi mai lo avesse informato del fatto che lei non avrebbe partecipato al test. Si trattava di Sosuke. All'improvviso Tessa ricorda: il girare insonnolita e ubriaca per la base, l'incontro con Sosuke, il gridargli contro perché mai Sosuke preferisse Kaname a lei, la richiesta di essere accompagnata sulla sua "vera" casa, il De Daanan e il comportamento gentile di Sosuke nell'accompagnarla ed aiutarla.
Decide così di parlare a quattrocchi con Sosuke, che sta partendo in quel preciso momento per una missione. Dopo una rocambolesca corsa, Tessa si dichiara a Sosuke, il quale, non si capisce bene se consapevole o no, equivoca il "mi piace molto" con una frase detta la notte prima, riferita alla birra. Informa inoltre Tessa che il suo "amico della notte" è al sicuro in camera di Melissa Mao, che nella base di Meridia divide con Tessa. Sosuke così esce di scena, lasciando un vuoto dentro Tessa. Quest'ultima si reca in camera sua, dove reincontra Melissa, che gli chiede come avesse passato la giornata appena trascorsa. Lei risponde dicendo che la giornata è stata pesante, ma in compenso molto divertente.

## Personaggi
Alcuni personaggi vengono approfonditi con informazioni di contorno, rendendo la Mithril un posto pieno di gente "strana", e stemperando un po' i toni scuri e seri della serie Full Metal Panic! The Second Raid di cui questo è un OAV.